# Gregg Black
Gregg Black, né le 26 août 1988 à Derby (Derbyshire), est un pilote d'endurance moto franco-britannique. Il est Champion du monde d'endurance en catégorie Superstock en 2014 et en catégorie EWC (Endurance World Championship) en 2020, 2021 et 2024.
Il a remporté les 24 Heures Motos au Mans en 2021, 2022 et 2024 et le Bol d'Or au Castellet en 2019, 2021, 2023 et 2024.

## Biographie
Gregg Black est né le 26 août 1988 à Derby, en Angleterre. Fils de Ian et Lorraine Black, il vit en France depuis l'âge de 4 ans.
Il participe au championnat du monde EWC avec les équipes RAC 41 en 2010, Maco Racing en 2011 et 2012 puis FMA Assurances en 2013.
Il court ensuite avec l'équipe Junior Team LMS Suzuki en 2014 et 2015 en catégorie Superstock. Il remporte le championnat du monde Superstock en 2014.
Il participe de nouveau au championnat du monde EWC avec les équipes April Moto Motors Event en 2016 puis F.C.C. TSR Honda pour la saison 2016-2017.
Il est pilote officiel Suzuki au sein du Suzuki Endurance Racing Team (SERT) depuis la saison 2017-2018. L'équipe est renommée Yoshimura SERT Motul en 2021. Il remporte le championnat du monde EWC en 2020, 2021 et 2024.

## Palmarès
2014

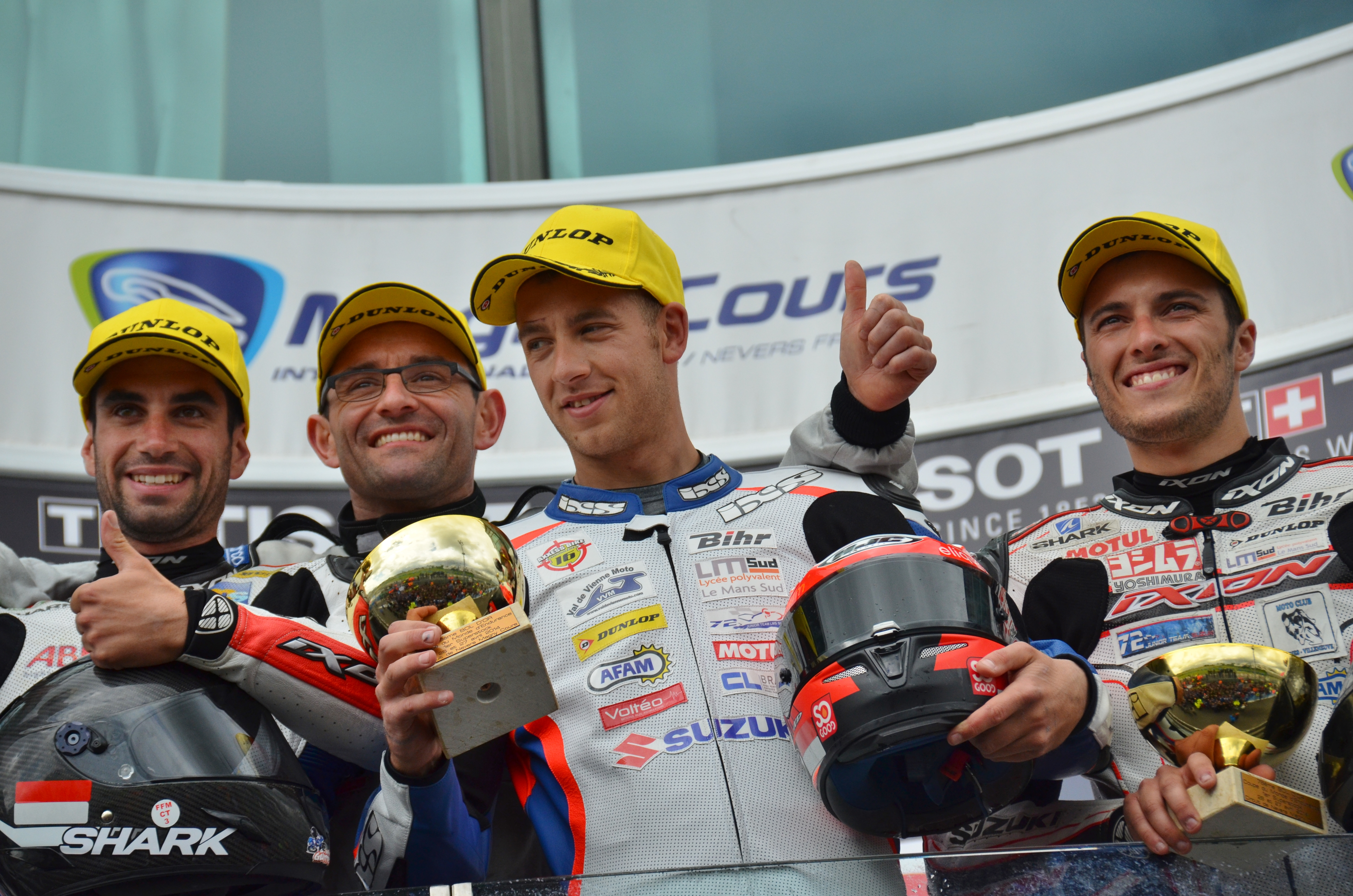
Baptiste Guittet, Gregg Black et Etienne Masson sur le podium du Bol d'or 2014.

- 1er du Championnat du monde d'endurance moto Superstock (avec Baptiste Guittet et Etienne Masson)
- Vainqueur du Bol d'or Superstock (3e du classement général)[8]

2015
- 2e du Championnat du monde d'endurance moto Superstock
- Vainqueur des 24 Heures Motos Superstock (4e du classement général)[9]
- Vainqueur des 8 Heures d'Oschersleben Superstock (4e du classement général)[10]

2016
- 3e du Championnat du monde d'endurance moto EWC

2018-2019
- 3e du Championnat du monde d'endurance moto EWC

2019-2020
- 1er du Championnat du monde d'endurance moto EWC (avec Etienne Masson, Vincent Philippe et Xavier Simeon)
- Vainqueur du Bol d'or

2021
- 1er du Championnat du monde d'endurance moto EWC (avec Sylvain Guintoli et Xavier Simeon)
- Vainqueur des 24 Heures Motos
- Vainqueur du Bol d'or

2022
- 2e du Championnat du monde d'endurance moto EWC
- Vainqueur des 24 Heures Motos

2023
- 2e du Championnat du monde d'endurance moto EWC
- Vainqueur du Bol d'or

2024
- 1er du Championnat du monde d'endurance moto EWC (avec Etienne Masson et Dan Linfoot (en))
- Vainqueur des 24 Heures Motos
- Vainqueur du Bol d'or

## Carrière en championnat du monde d'endurance moto
| Saison  | Équipe                  | Moto             | Courses | Victoires | Podiums | Poles | MT | Pts. | Pos. |
| ------- | ----------------------- | ---------------- | ------- | --------- | ------- | ----- | -- | ---- | ---- |
| 2010    | RAC 41                  | Suzuki GSX-R1000 |         | 0         |         |       |    |      | 4e   |
| 2011    | Maco Racing             | Yamaha YZF1000R1 |         | 0         |         |       |    |      | 9e   |
| 2012    | Maco Racing             | Yamaha YZF1000R1 |         | 0         |         |       |    |      | 15e  |
| 2013    | FMA Assurances          | Honda CBR1000RR  |         | 0         |         |       |    |      | 23e  |
| 2014    | Junior Team LMS Suzuki  | Suzuki GSX-R1000 |         | 1         |         |       |    |      | 1er  |
| 2015    | Junior Team LMS Suzuki  | Suzuki GSX-R1000 |         | 2         |         |       |    |      | 2e   |
| 2016    | April Moto Motors Event | Suzuki GSX-R1000 |         | 0         |         |       |    |      | 3e   |
| 2016–17 | F.C.C. TSR Honda        | Honda CBR1000RR  |         | 0         |         |       |    |      | 4e   |
| 2017–18 | SERT                    | Suzuki GSX-R1000 |         | 0         |         |       |    |      | 6e   |
| 2018–19 | SERT                    | Suzuki GSX-R1000 |         | 0         |         |       |    |      | 3e   |
| 2019–20 | SERT                    | Suzuki GSX-R1000 |         | 1         |         |       |    |      | 1er  |
| 2021    | Yoshimura SERT Motul    | Suzuki GSX-R1000 |         | 2         |         |       |    |      | 1er  |
| 2022    | Yoshimura SERT Motul    | Suzuki GSX-R1000 |         | 1         |         |       |    |      | 2e   |
| 2023    | Yoshimura SERT Motul    | Suzuki GSX-R1000 |         | 1         |         |       |    |      | 2e   |
| 2024    | Yoshimura SERT Motul    | Suzuki GSX-R1000 |         | 2         |         |       |    |      | 1er  |
| 2025    | Yoshimura SERT Motul    | Suzuki GSX-R1000 | 1       |           |         |       | 1  | 28   | 6e*  |
| Total   |                         |                  |         | 10        |         |       |    |      |      |

- Catégorie EWC
- Catégorie Superstock
- * : Saison en cours